# ورسوم
ورسوم (انگلیسی: Versum) شرکت صنایع شیمیایی آمریکایی است، که در سال ۲۰۱۶ توسط شرکت مرک تأسیس شد.